# Obléhání Paříže (1589–1594)
Obléhání Paříže v letech 1589–1594 byla série vojenských akcí během hugenotskch válek, kdy se francouzští králové Jindřich III. a Jindřich IV. opakovaně pokoušeli získat hlavní město ovládané katolickou ligou. Až po několika letech se Jindřichu IV. podařilo zlomit moc katolické ligy, ovládnout město a vyhnat Španěly.

## Historický kontext
V roce 1583 se bezdětný Jindřich III. stal posledním mužským členem rodu Valois. Po jeho smrti by vláda přešla buď na jeho švagra Jindřicha Navarrského z rodu Bourbonů, který ale odmítal přestoupit na katolickou víru, nebo některého člena rodu Guise. Následný konflikt o nástupnictví na trůn vstoupil do francouzských dějin jako válka tří Jindřichů (1585–1587). Vůdce katolické ligy, Jindřich de Guise s podporou španělského krále Filipa II. v roce 1588 vytáhl s vojskem na Paříž. Dne 13. května 1588 musel Jindřich III. uprchnout z Paříže po povstání zvaném „Den barikád“ (Journée des barricades). Město ovládli příslušníci katolické ligy. Králi zůstalo věrných jen několik měst. V prosinci téhož roku však byl spáchán atentát na Jindřicha de Guise.

## Průběh
Po atentátu se Jindřich III. uchýlil do Tours. Francouzský král uzavřel mír s navarrským králem Jindřichem, svým švagrem, dědicem koruny a vůdcem protestantské strany. Spojená vojska Jindřicha III. a Jindřicha Navarrského vytáhla podél Loiry a v létě 1589 vítězně postupovala na Paříž přes Étampes, Pithiviers a Pontoise. Paříž však byla pod vlivem ligy a Sorbonna ji vyjmula z poslušnosti vůči králi. Královská vojska oblehla Paříž a její pád se zdá být blízko. Ale 2. srpna byl Jindřich III. zavražděn a zemřel a Jindřich Navarrský se stal Jindřichem IV. Francouzským.
Po svém nástupu na trůn vypověděla novému králi poslušnost část šlechty a Jindřichova armáda se snížila ze 40 000 na 18 000 mužů. Rozdělil ji a tu část obléhající Paříž a okolí svěřil vévodovi Jindřichovi z Orléans-Longueville a maršálovi Janovi VI. z Aumont.
Sám král opustil obléhání, stáhl se do Dieppe, kde vyčkal na posily, podporu a munici z Anglie. Poté vyrazil do Arques, kde 21. září 1589 porazil vévodu z Mayenne, Karla Lotrinského.
Jindřich IV. se k Paříži vrátil v říjnu 1589. Dobyl několik měst v okolí a pokusil se o útok na Porte Saint-Germain, který selhal. Znovu přerušil obléhání, obsadil Beauce, aby ovládl zásobování města, poté převzal kontrolu nad Normandií. Všechna města před ním kapitulovala, s výjimkou Rouenu.
Španělsko poslalo posily ze Španělského Nizozemí a vévoda z Mayenne učinil v březnu 1590 výpad, aby znovu získal kontrolu nad zásobovacími oblastmi. Jindřich IV. zahájil obléhání Évreux, aby zavřel údolí Eure a ochránil Normandii, ale vévoda z Mayenne mu vpadl do zad. 14. března se tak odehrála bitva u Ivry, ve které zvítězila královská armáda.
Tento neúspěch neodradil pařížské vůdce. Po dobytí Mantes dorazil Jindřich IV. s armádou o 20 000 mužích, aby dobyl i Paříž. Své velení umístil v opatství Montmartre. Jezdecké oddíly byly vyslány do oblasti Palaiseau a Longjumeau, aby zabránily dodávkám potravin do města. Královská armáda utrpěla těžké ztráty. Procesy a kázání zachovaly morálku Pařížanů na vysoké úrovni. Dne 20. srpna si hladomor vyžádal už téměř 30 000 obětí (z přibližně 300 000 obyvatel města). Jindřich IV. povolil odchod ženám, dětem, starým mužům a žebrákům. Vévoda z Nemours zahájil po konzultaci s teology jednání s králem. Jindřich IV. žádal o okamžitý odchod, což bylo odmítnuto.
Dne 30. srpna 1590 se v Meaux připojila španělská armáda k vojskům vévody z Mayenne. Vojska dobyla několik měst (Lagny, Saint-Maur, Charenton a Corbeil) a umožnila Paříži, aby obnovila své síly.
V noci z 20. na 21. ledna 1591 se král pokusil dobýt Paříž trikem, když poslal své muže maskované jako nosiče mouky. Tato lest zvaná jako „moučný den“ (Journée des farines) však selhala. V únoru 1591 vstoupili do Paříže Jean-Baptiste de Taxis a Don Diego de Ibarra s armádou Španělů a Neapolců.
Dne 19. dubna 1591 město Chartres přijalo krále. Na konci roku 1591 se vévoda z Mayenne vrátil do Paříže a nechal oběsit nejextrémnější z členů ligy.
Celý rok 1592 probíhala vyjednávání. Španělsko poslalo milión écu vévodovi z Mayenne, aby u princů pomocí úplatků zajistil infantce Isabelle francouzský trůn. Vévoda z Mayenne jednal paralelně s Jindřichem IV. a prosazoval mezi princi svou vlastní kandidaturu.
Situaci vyřešily generální stavy. Svolány vévodou z Mayenne se sešly 26. ledna 1593. Z 500 očekávaných účastníků dorazilo jen 100 členů. Jindřich IV. svým odpůrcům zablokoval silnice a mosty, aby jim zabránil v účasti. První den jednání byl nicméně přijat návrh na královu konverzi.
Král konvertoval v opatství Saint-Denis 25. července 1593, což zcela změnilo situaci v jeho prospěch. Získal spojence mezi pařížským obyvatelstvem, navzdory odsouzení náboženských autorit. Liga zůstala dál nepřátelská vůči králi. Dne 27. února 1594 byl v Chartres Jindřich IV. korunován na krále.
Získal tajné spojenectví s vojenským velitelem Paříže, generálem Charlesem II. de Cossé. V noci z 21. na 22. března 1594 byli královým vojákům otevřeny brány Neuve a Saint-Denis a král převzal kontrolu nad městem. Španělské jednotky byly nuceny opustit město.